# ÖNWB Ib
| ÖNWB Ib / kkStB 401                           | ÖNWB Ib / kkStB 401        | ÖNWB Ib / kkStB 401        |
| --------------------------------------------- | -------------------------- | -------------------------- |
| ÖNWB No. 83 „Livingstone“ später kkStB 401.01 |                            |                            |
| Technische Daten                              |                            |                            |
| Nummerierung:                                 | ÖNWB Ib 82–83 kkStB 401.01 | ÖNWB Ib 82–83 kkStB 401.01 |
| Anzahl:                                       | 2                          | 2                          |
| Hersteller:                                   | Floridsdorf                | Floridsdorf                |
| Baujahr(e):                                   | 1874                       | 1874                       |
| Ausmusterung:                                 | 1909, 1911                 | 1909, 1911                 |
| Achsformel:                                   | 2'B n2                     | 2'B n2                     |
| Spurweite:                                    | 1.435 mm                   | 1.435 mm                   |
|                                               | 1874                       | nach 1886                  |
| Zylinderdurchmesser:                          | 410 mm                     | 410 mm                     |
| Kolbenhub:                                    | 632 mm                     | 632 mm                     |
| Treibraddurchmesser:                          | 1900 mm                    | 1900 mm                    |
| Laufraddurchmesser:                           | 989 mm                     | 989 mm                     |
| Fester Radstand:                              | 2300 mm                    | 2300 mm                    |
| Gesamtradstand:                               | 5900 mm                    | 5900 mm                    |
| Gesamtradstand mit Tender:                    | k. A.                      | 11335 mm                   |
| Rohrheizfläche:                               | 103,0 m²                   | 105,0 m²                   |
| Strahlungsheizfläche:                         | 8,0 m²                     | 8,0 m²                     |
| Rostfläche:                                   | 1,80 m²                    | 1,80 m²                    |
| Kesselüberdruck:                              | 10 atm                     | 10 atm                     |
| Leermasse:                                    | 36,0 t                     | 39,0 t                     |
| Reibungsmasse:                                | 24,0 t                     | 24,8 t                     |
| Dienstmasse:                                  | 40,5 t                     | 43,0 t                     |
| Dienstmasse mit Tender:                       | 66,0 t                     | 71,0 t                     |
| Wasser:                                       | 7,5 m³                     | 8,4 m³                     |
| Kohle:                                        | 8,5 m³                     | 8,5 m³                     |
| Länge:                                        | 9,066 m                    | 9,066 m                    |
| Länge mit Tender:                             | 14,866 m                   | 14,856 m                   |
| Höhe:                                         | 4,371 m                    | 4,371 m                    |
| Höchstgeschwindigkeit:                        | 80 km/h                    | 80 km/h                    |

Die Dampflokomotivreihe ÖNWB Ib war eine Schnellzug-Schlepptenderlokomotive der Österreichischen Nordwestbahn (ÖNWB).
Der Maschinendirektor der ÖNWB Elbel entwarf nach dem Vorbild der RITTINGER eine 2B-Schnellzuglokomotive, von der die Lokomotivfabrik Floridsdorf zwei Stück 1874 fertigte.
Die Maschinen bekamen die Nummern 82 und 83, die Namen FOUCAULT und LIVINGSTONE, und bildeten bei der ÖNWB die Reihe Ib.
Die Zylinder, Stangenlager, der Kreuzkopf und die Armaturen waren die gleichen wie die der ÖNWB IIIa und ÖNWB IIIb,
die Kuppelräder waren identisch mit denen der RITTINGER.
Von dieser wurde auch die niedrige Kessellage und die durchhängende Feuerbüchse konzeptuell übernommen.
Um jedoch eine Überlastung der Drehgestellachsen zu verhindern, wurde das Gewicht durch eine Kugelpfanne auf das Drehgestell übertragen.
Diese Konstruktion fand unter anderem bei allen Schnellzuglokomotiven der Ungarischen Staatsbahnen nach 1882 Verwendung.
Die Maschinen waren 80 km/h schnell laufende Lokomotiven, hatten allerdings einen hohen Kohleverbrauch und waren bei den Lokomotivführern wegen starken Rüttelns und Stoßens unbeliebt. Treibachse und Führerhaus befinden sich am hinteren Ende der Lok.
Wie die RITTINGER wurden sie vor den Schnellzügen Wien–Znaim eingesetzt.
Wegen des Börsekrachs 1873 wurden aber keine Maschinen dieses Typs nachbestellt, erst 1881 wurden wieder Schnellzuglokomotiven beschafft (Reihen ÖNWB Ic und Id).
Die FOUCAULT wurde von der ÖNWB 1909 ausgeschieden.
Die LIVINGSTONE bekam 1898 den Kessel der Ic Nr. 84, kam noch zur kkStB und bildete ab 1907 deren Reihe 401.
Sie wurde 1911 ausgemustert.